# Clasificación para el Campeonato Europeo Sub-17 de la UEFA 2011
La Clasificación para el Campeonato Europeo Sub-17 de la UEFA 2011 fue fase de clasificación para la fase final del Campeonato Europeo Sub-17 de la UEFA 2011.
La ronda de clasificación se jugó entre el 17 de septiembre y el 1 de noviembre de 2010. Los 52 equipos se dividieron en 13 grupos de cuatro equipos, y cada grupo se disputó como un mini torneo, organizado por uno de los equipos del grupo. Después de que se hayan jugado todos los partidos, los 13 ganadores de grupo y los 13 segundos de grupo avanzarán a la Ronda Élite.
Junto a los 26 equipos ganadores y subcampeones, también se clasifican los dos mejores terceros clasificados. Estos se determinan después de considerar solo sus resultados contra los dos mejores equipos de su grupo, y aplicando los siguientes criterios en este orden:
1. Mayor número de puntos obtenidos en estos partidos;
2. Diferencia de goles obtenidos en estos partidos;
3. Mayor número de goles marcados en estos partidos;
4. Juego limpio de los equipos en todos los partidos de la fase de clasificación;
5. Sorteo.

## Clasificación

### Ronda de Calificación
En esta ronda se dividen los 52 equipos pertenecientes de la zona UEFA en 13 grupos de 4 equipos cada uno,en esta ronda se juega solamente un partido todos contra todos.
Pasan a la siguiente ronda los 2 primeros de cada grupo más los mejores 2 terceros lugares.

#### Grupo 1
Sede:  Croacia.
| Equipo      | Pts | PJ | PG | PE | PP | GF | GC | Dif |
| ----------- | --- | -- | -- | -- | -- | -- | -- | --- |
| Grecia      | 7   | 3  | 2  | 1  | 0  | 5  | 1  | 4   |
| Croacia (H) | 5   | 3  | 1  | 2  | 0  | 4  | 3  | 1   |
| Israel      | 4   | 3  | 1  | 1  | 1  | 4  | 6  | -2  |
| Bulgaria    | 0   | 3  | 0  | 0  | 3  | 1  | 4  | -3  |

| 27 de septiembre de 2010 | Grecia          | 1:0 (1:0) | Bulgaria | Josip Uravić Pepi, Krk, Croacia |                               |
| 16:00 (CEST)             | - Soukias 40+1' | Reporte   |          | Árbitro(s): Sergiy Dankovskyy   | Árbitro(s): Sergiy Dankovskyy |

| 27 de septiembre de 2010 | Croacia                    | 2:2 (1:0) | Israel                  | Gradski stadion Crikvenica, Crikvenica, Croacia |                          |
| 16:00 (CEST)             | - Ivančić 34' - Špehar 63' | Reporte   | - 68' Atar - 76' Altman | Árbitro(s): Vüsal Äliyev                        | Árbitro(s): Vüsal Äliyev |

| 29 de septiembre de 2010 | Grecia                                               | 4:1 (2:0) | Israel       | Estadio Žuknica, Kostrena, Croacia |                              |
| 16:00 (CEST)             | - Giannitsanis 4' - Mavrias 39', 80+1' - Divanes 73' | Reporte   | - 88' Zitoon | Árbitro(s): Anthony Buttimer       | Árbitro(s): Anthony Buttimer |

| 29 de septiembre de 2010 | Bulgaria        | 1:2 (0:0) | Croacia           | Stadion Mavrinci, Čavle, Croacia |                          |
| 16:00 (CEST)             | - Zdravchev 62' | Reporte   | - 59', 78' Špehar | Árbitro(s): Vüsal Äliyev         | Árbitro(s): Vüsal Äliyev |

| 2 de octubre de 2010 | Croacia | 0:0     | Grecia | Estadio Žuknica, Kostrena, Croacia |                              |
| 16:00 (CEST)         |         | Reporte |        | Árbitro(s): Anthony Buttimer       | Árbitro(s): Anthony Buttimer |

| 2 de octubre de 2010 | Israel      | 1:0 (0:0) | Bulgaria | Stadion Mavrinci, Čavle, Croacia |                               |
| 16:00 (CEST)         | - Malka 64' | Reporte   |          | Árbitro(s): Sergiy Dankovskyy    | Árbitro(s): Sergiy Dankovskyy |

#### Grupo 2
Sede:  Estonia.
| Equipo               | Pts | PJ | PG | PE | PP | GF | GC | Dif |
| -------------------- | --- | -- | -- | -- | -- | -- | -- | --- |
| Alemania             | 9   | 3  | 3  | 0  | 0  | 13 | 2  | 11  |
| Austria              | 4   | 3  | 1  | 1  | 1  | 5  | 3  | 2   |
| Bosnia y Herzegovina | 3   | 3  | 1  | 0  | 2  | 5  | 10 | -5  |
| Estonia (H)          | 1   | 3  | 0  | 1  | 2  | 2  | 10 | -8  |

| 15 de octubre de 2010 | Austria                                      | 3:0 (0:0) | Bosnia y Herzegovina | Kuusalu staadion, Kuusalu, Estonia |                                  |
| 12:00 (EET)           | - Derflinger 57' - Savić 76' - Dovedan 80+4' | Reporte   |                      | Árbitro(s): Dimitrios Kalopoulos   | Árbitro(s): Dimitrios Kalopoulos |

| 15 de octubre de 2010 | Alemania                                             | 5:0 (2:0) | Estonia | Estadio Kadriorg, Tallin, Estonia      |                                        |
| 15:00 (EET)           | - Born 4' - Schnellhardt 40', 76' - Ayçiçek 74', 78' | Reporte   |         | Árbitro(s): Augustus Viorel Constantin | Árbitro(s): Augustus Viorel Constantin |

| 17 de octubre de 2010 | Bosnia y Herzegovina | 1:6 (1:4) | Alemania                                            | Kuusalu staadion, Kuusalu, Estonia     |                                        |
| 12:00 (EET)           | - Hodžić 11' (pen.)  |           | - 8', 34', 80+3' Yesil - 26' Ayçiçek - 28', 60' Can | Árbitro(s): Augustus Viorel Constantin | Árbitro(s): Augustus Viorel Constantin |

| 17 de octubre de 2010 | Austria             | 1:1 (1:1) | Estonia             | Estadio Kadriorg, Tallin, Estonia |                                |
| 15:00 (EET)           | - Friesenbichler 8' | Reporte   | - 6' (pen.) Saarlas | Árbitro(s): George Vadachkoria    | Árbitro(s): George Vadachkoria |

| 20 de octubre de 2010 | Alemania         | 2:1 (2:0) | Austria     | Kuusalu staadion, Kuusalu, Estonia |                                |
| 15:00 (EET)           | - Yesil 14', 40' | Reporte   | - 46' Wydra | Árbitro(s): George Vadachkoria     | Árbitro(s): George Vadachkoria |

| 20 de octubre de 2010 | Estonia        | 1:4 (1:2) | Bosnia y Herzegovina                         | Estadio Kadriorg, Tallin, Estonia |                                  |
| 15:00 (EET)           | - Anissimov 8' |           | - 2' (pen.), 9', 50' Hodžić - 75' Rahmanović | Árbitro(s): Dimitrios Kalopoulos  | Árbitro(s): Dimitrios Kalopoulos |

#### Grupo 3
Sede:  Georgia.
| Equipo      | Pts | PJ | PG | PE | PP | GF | GC | Dif |
| ----------- | --- | -- | -- | -- | -- | -- | -- | --- |
| Inglaterra  | 7   | 3  | 2  | 1  | 0  | 5  | 1  | 4   |
| Georgia (H) | 7   | 3  | 2  | 1  | 0  | 4  | 2  | 2   |
| Polonia     | 1   | 3  | 0  | 1  | 2  | 1  | 3  | -2  |
| Suecia      | 1   | 3  | 0  | 1  | 2  | 0  | 4  | -4  |

| 18 de octubre de 2010 | Polonia            | 1:2 (1:2) | Georgia                       | Estadio Borís Paichadze, Tiflis, Georgia |                             |
| 13:00 (GET)           | - Uryga 16' (pen.) | Reporte   | - 12' Endeladze - 18' Arabuli | Árbitro(s): Goran Spirkoski              | Árbitro(s): Goran Spirkoski |

| 18 de octubre de 2010 | Inglaterra                  | 3:0 (2:0) | Suecia | Estadio Mikheil Meskhi, Tiflis, Georgia |                         |
| 13:00 (GET)           | - Hope 8', 42' - Powell 23' | Reporte   |        | Árbitro(s): Rene Eisner                 | Árbitro(s): Rene Eisner |

| 20 de octubre de 2010 | Polonia | 0:0     | Suecia | Estadio Mikheil Meskhi, Tiflis, Georgia |                               |
| 13:00 (GET)           |         | Reporte |        | Árbitro(s): Nerijus Dunauskas           | Árbitro(s): Nerijus Dunauskas |

| 20 de octubre de 2010 | Georgia       | 1:1 (0:1) | Inglaterra | Estadio Borís Paichadze, Tiflis, Georgia |                         |
| 13:00 (GET)           | - Arabuli 63' | Reporte   | - 9' Hope  | Árbitro(s): Rene Eisner                  | Árbitro(s): Rene Eisner |

| 23 de octubre de 2010 | Inglaterra    | 1:0 (0:0) | Polonia | Estadio Mikheil Meskhi, Tiflis, Georgia |                               |
| 13:00 (GET)           | - Turgott 62' | Reporte   |         | Árbitro(s): Nerijus Dunauskas           | Árbitro(s): Nerijus Dunauskas |

| 23 de octubre de 2010 | Suecia | 0:1 (0:0) | Georgia             | Estadio Borís Paichadze, Tiflis, Georgia |                             |
| 13:00 (GET)           |        | Reporte   | - 80+2' G. Samushia | Árbitro(s): Goran Spirkoski              | Árbitro(s): Goran Spirkoski |

#### Grupo 4
Sede:  Malta.
| Equipo    | Pts | PJ | PG | PE | PP | GF | GC | Dif |
| --------- | --- | -- | -- | -- | -- | -- | -- | --- |
| Noruega   | 9   | 3  | 3  | 0  | 0  | 6  | 0  | 6   |
| Irlanda   | 6   | 3  | 2  | 0  | 1  | 5  | 2  | 3   |
| Albania   | 1   | 3  | 0  | 1  | 2  | 1  | 5  | -4  |
| Malta (H) | 1   | 3  | 0  | 1  | 2  | 2  | 7  | -5  |

| 25 de septiembre de 2010 | Irlanda                                 | 3:1 (1:0) | Malta | Estadio Nacional Ta' Qali, Ta' Qali, Malta |                              |
| 11:00 (CEST)             | - Murphy 12' - Drennan 66' - Dillon 79' | Reporte   |       | Árbitro(s): Magnús Thórisson               | Árbitro(s): Magnús Thórisson |

| 25 de septiembre de 2010 | Noruega           | 2:0 (1:0) | Albania | Estadio Nacional Ta' Qali, Ta' Qali, Malta |                              |
| 14:00 (CEST)             | - Berisha 5', 42' | Reporte   |         | Árbitro(s): Ghennadi Sidenco               | Árbitro(s): Ghennadi Sidenco |

| 27 de septiembre de 2010 | Albania | 0:2 (0:2) | Irlanda                   | Estadio Nacional Ta' Qali, Ta' Qali, Malta |                              |
| 14:00 (CEST)             |         |           | - 1' Murphy - 10' Roberts | Árbitro(s): Ghennadi Sidenco               | Árbitro(s): Ghennadi Sidenco |

| 27 de septiembre de 2010 | Noruega                           | 3:0 (0:0) | Malta | Centenary Stadium, Ta' Qali, Malta |                            |
| 17:00 (CEST)             | - Ahmadi 53' - Kalve 56' - Vo 70' | Reporte   |       | Árbitro(s): Emir Alečković         | Árbitro(s): Emir Alečković |

| 30 de septiembre de 2010 | Irlanda | 0:1 (0:1) | Noruega  | Hibernians Ground, Paola, Malta |                              |
| 14:00 (CEST)             |         | Reporte   | - 19' Vo | Árbitro(s): Magnús Thórisson    | Árbitro(s): Magnús Thórisson |

| 30 de septiembre de 2010 | Malta        | 1:1 (1:1) | Albania     | Estadio Nacional Ta' Qali, Ta' Qali, Malta |                            |
| 17:00 (CEST)             | - Zerafa 19' | Reporte   | - 3' Muskaj | Árbitro(s): Emir Alečković                 | Árbitro(s): Emir Alečković |

#### Grupo 5
Sede:  Portugal.
| Equipo            | Pts | PJ | PG | PE | PP | GF | GC | Dif |
| ----------------- | --- | -- | -- | -- | -- | -- | -- | --- |
| Portugal (H)      | 9   | 3  | 3  | 0  | 0  | 8  | 1  | 9   |
| Irlanda del Norte | 4   | 3  | 1  | 1  | 1  | 7  | 3  | 4   |
| Montenegro        | 4   | 3  | 1  | 1  | 1  | 2  | 4  | -2  |
| Azerbaiyán        | 0   | 3  | 0  | 0  | 3  | 1  | 10 | -9  |

| 22 de octubre de 2010 | Portugal                    | 2:0 (0:0) | Azerbaiyán | Sports Complex FC Fão, Fão, Portugal |                           |
| 17:00 (WEST)          | - Paciência 54' - Silva 59' | Reporte   |            | Árbitro(s): Vladimir Vnuk            | Árbitro(s): Vladimir Vnuk |

| 22 de octubre de 2010 | Irlanda del Norte | 0:0     | Montenegro | Estádio do Varzim Sport Club, Póvoa de Varzim, Portugal |                            |
| 17:00 (WEST)          |                   | Reporte |            | Árbitro(s): Harald Lechner                              | Árbitro(s): Harald Lechner |

| 24 de octubre de 2010 | Portugal              | 3:0 (2:0) | Montenegro | Estádio do Varzim Sport Club, Póvoa de Varzim, Portugal |                           |
| 17:00 (WEST)          | - Silva 13', 38', 54' | Reporte   |            | Árbitro(s): Vladimir Vnuk                               | Árbitro(s): Vladimir Vnuk |

| 24 de octubre de 2010 | Azerbaiyán | 0:6 (0:5) | Irlanda del Norte                                                      | Sports Complex FC Fão, Fão, Portugal |                         |
| 17:00 (WEST)          |            | Reporte   | - 9' Wilson - 12', 68' Rogan - 27' Jones - 33' McCartan - 39' McKinney | Árbitro(s): Igor Satchi              | Árbitro(s): Igor Satchi |

| 27 de octubre de 2010 | Irlanda del Norte | 1:3 (1:1) | Portugal                                                | Estadio Ciudad de Barcelos, Barcelos, Portugal |                            |
| 17:00 (WEST)          | - Rogan 39'       | Reporte   | - 40+1' (a.g.) Gibson - 46' (pen.) Paciência - 74' Mané | Árbitro(s): Harald Lechner                     | Árbitro(s): Harald Lechner |

| 27 de octubre de 2010 | Montenegro                | 2:1 (0:0) | Azerbaiyán      | Sports Complex FC Fão, Fão, Portugal |                         |
| 17:00 (WEST)          | - Poček 71' - Kosović 72' | Reporte   | - 67' Alaskarov | Árbitro(s): Igor Satchi              | Árbitro(s): Igor Satchi |

#### Grupo 6
Sede:  Bielorrusia.
| Equipo          | Pts | PJ | PG | PE | PP | GF | GC | Dif |
| --------------- | --- | -- | -- | -- | -- | -- | -- | --- |
| Rumania         | 9   | 3  | 3  | 0  | 0  | 12 | 0  | 12  |
| Bielorrusia (H) | 6   | 3  | 2  | 0  | 1  | 18 | 4  | 14  |
| Kazajistán      | 3   | 3  | 1  | 0  | 2  | 4  | 7  | -3  |
| Liechtenstein   | 0   | 3  | 0  | 0  | 3  | 0  | 23 | -23 |

| 21 de septiembre de 2010 | Rumania    | 1:0 (1:0) | Kazajistán | City Stadium, Molodechno, Bielorrusia |                                       |
| 15:00 (MSK)              | - Bumba 6' | Reporte   |            | Árbitro(s): Ignasi Villamayor Rozados | Árbitro(s): Ignasi Villamayor Rozados |

| 21 de septiembre de 2010 | Bielorrusia | 12:0 (8:0) | Liechtenstein | Estadio Torpedo, Zhódino, Bielorrusia |                           |
| 15:00 (MSK)              | - Bialiauski 7' - Savitskiy 10', 12', 23', 33' - Hudzel 11' - Zatenko 15', 17' - Kazlouski 41' - Rassadkin 58', 79' - Karpovich 77' | Reporte    |               | Árbitro(s): Fariz Yusifov             | Árbitro(s): Fariz Yusifov |

| 23 de septiembre de 2010 | Rumania                                                                             | 9:0 (4:0) | Liechtenstein | City Stadium, Molodechno, Bielorrusia |                                       |
| 15:00 (MSK)              | - Himcinschi 10', 12', 40', 74', 78' - Buia 30' - Bumba 53' - Vaștag 59' - Roșu 60' | Reporte   |               | Árbitro(s): Ignasi Villamayor Rozados | Árbitro(s): Ignasi Villamayor Rozados |

| 23 de septiembre de 2010 | Kazajistán    | 2:6 (2:6) | Bielorrusia                                                    | Estadio Torpedo, Zhódino, Bielorrusia |                        |
| 15:00 (MSK)              | - Li 12', 30' | Reporte   | - 11', 24', 29', 40+2' Savitskiy - 19' Zatenko - 25' Kazlouski | Árbitro(s): Marco Borg                | Árbitro(s): Marco Borg |

| 26 de septiembre de 2010 | Bielorrusia | 0:2 (0:1) | Rumania               | Estadio Torpedo, Zhódino, Bielorrusia |                        |
| 15:00 (MSK)              |             | Reporte   | - 37', 54' Himcinschi | Árbitro(s): Marco Borg                | Árbitro(s): Marco Borg |

| 26 de septiembre de 2010 | Liechtenstein | 0:2 (0:2) | Kazajistán             | City Stadium, Molodechno, Bielorrusia |                           |
| 15:00 (MSK)              |               | Reporte   | - 13' Morozov - 33' Li | Árbitro(s): Fariz Yusifov             | Árbitro(s): Fariz Yusifov |

#### Grupo 7
Sede:  Islandia.
| Equipo          | Pts | PJ | PG | PE | PP | GF | GC | Dif |
| --------------- | --- | -- | -- | -- | -- | -- | -- | --- |
| Islandia (H)    | 6   | 3  | 2  | 0  | 1  | 6  | 5  | 1   |
| Turquía         | 6   | 3  | 2  | 0  | 1  | 8  | 3  | 5   |
| República Checa | 4   | 3  | 1  | 1  | 1  | 6  | 9  | -3  |
| Armenia         | 1   | 3  | 0  | 1  | 2  | 2  | 6  | -4  |

| 22 de septiembre de 2010 | Turquía                                | 3:0 (1:0) | Armenia | KR-völlur, Reikiavik, Islandia |                            |
| 16:00 (GMT)              | - Yokuşlu 15' - Yılmaz 69' - Deniz 73' | Reporte   |         | Árbitro(s): Clément Turpin     | Árbitro(s): Clément Turpin |

| 22 de septiembre de 2010 | República Checa                               | 4:2 (0:0) | Islandia                           | Laugardalsvöllur, Reikiavik, Islandia |                           |
| 21:15 (GMT)              | - Stratil 45', 56', 80+2' (pen.) - Verner 75' |           | - 66' Sigurjónsson - 70' Sveinsson | Árbitro(s): Damir Batinić             | Árbitro(s): Damir Batinić |

| 24 de septiembre de 2010 | República Checa | 1:1 (1:0) | Armenia               | Akranesvöllur, Akranes, Islandia |                               |
| 15:30 (GMT)              | - Čermák 17'    | Reporte   | - 59' (pen.) Papikyan | Árbitro(s): Ken Henry Johnsen    | Árbitro(s): Ken Henry Johnsen |

| 24 de septiembre de 2010 | Islandia                                      | 2:0 (0:0) | Turquía | Víkingsvöllur, Reikiavik, Islandia |                           |
| 18:00 (GMT)              | - Hermannsson 57' - Sigurjónsson 80+3' (pen.) | Reporte   |         | Árbitro(s): Damir Batinić          | Árbitro(s): Damir Batinić |

| 27 de septiembre de 2010 | Turquía                                               | 6:1 (2:0) | República Checa | Grindavíkurvöllur, Grindavík, Islandia |                            |
| 18:00 (GMT)              | - Şimşek 19', 25', 54' - Şahin 46', 77' - Şentürk 71' | Reporte   | - 63' Hrubý     | Árbitro(s): Clément Turpin             | Árbitro(s): Clément Turpin |

| 27 de septiembre de 2010 | Armenia        | 1:2 (1:1) | Islandia                                 | Keflavíkurvöllur, Keflavík, Islandia |                               |
| 18:00 (GMT)              | - Minasyan 12' | Reporte   | - 2' Sveinsson - 53' (pen.) Sigurjónsson | Árbitro(s): Ken Henry Johnsen        | Árbitro(s): Ken Henry Johnsen |

#### Grupo 8
Sede:  Lituania.
| Equipo       | Pts | PJ | PG | PE | PP | GF | GC | Dif |
| ------------ | --- | -- | -- | -- | -- | -- | -- | --- |
| Dinamarca    | 9   | 3  | 3  | 0  | 0  | 10 | 0  | 10  |
| Bélgica      | 6   | 3  | 2  | 0  | 1  | 9  | 4  | 5   |
| Lituania (H) | 3   | 3  | 1  | 0  | 2  | 3  | 12 | -9  |
| Gales        | 0   | 3  | 0  | 0  | 3  | 0  | 6  | -6  |

| 22 de septiembre de 2010 | Gales | 0:1 (0:0) | Dinamarca     | Sūduva Stadium, Marijampolė, Lituania |                                 |
| 11:00 (EEST)             |       | Reporte   | - 48' Fischer | Árbitro(s): Christopher Lautier       | Árbitro(s): Christopher Lautier |

| 22 de septiembre de 2010 | Bélgica                                                         | 5:2 (0:1) | Lituania                               | Estadio S. Darius y S. Girėnas, Kaunas, Lituania |                           |
| 15:00 (EEST)             | - Carvalho 51', 63' - Artminavicius 71' (a.g.) - Raman 72', 78' | Reporte   | - 40+1' Judickas - 80+2' Artminavicius | Árbitro(s): Halis Özkahya                        | Árbitro(s): Halis Özkahya |

| 24 de septiembre de 2010 | Bélgica | 0:2 (0:2) | Dinamarca                   | Sūduva Stadium, Marijampolė, Lituania |                           |
| 11:00 (EEST)             |         | Reporte   | - 28' Zohore - 30' Nørgaard | Árbitro(s): Halis Özkahya             | Árbitro(s): Halis Özkahya |

| 24 de septiembre de 2010 | Lituania         | 1:0 (0:0) | Gales | Estadio S. Darius y S. Girėnas, Kaunas, Lituania |                            |
| 15:00 (EEST)             | - Kazlauskas 49' | Reporte   |       | Árbitro(s): Vladímir Petái                       | Árbitro(s): Vladímir Petái |

| 27 de septiembre de 2010 | Gales | 0:4 (0:2) | Bélgica                                       | Sūduva Stadium, Marijampolė, Lituania |                                 |
| 15:00 (EEST)             |       | Reporte   | - 4', 46' Diouck - 26' Carvalho - 90+3' Raman | Árbitro(s): Christopher Lautier       | Árbitro(s): Christopher Lautier |

| 27 de septiembre de 2010 | Dinamarca                                           | 7:0 (3:0) | Lituania | Estadio S. Darius y S. Girėnas, Kaunas, Lituania |                            |
| 15:00 (EEST)             | - Fischer 12', 29', 48', 50', 61' - Zohore 36', 73' | Reporte   |          | Árbitro(s): Vladímir Petái                       | Árbitro(s): Vladímir Petái |

#### Grupo 9
Sede:  Chipre.
| Equipo     | Pts | PJ | PG | PE | PP | GF | GC | Dif |
| ---------- | --- | -- | -- | -- | -- | -- | -- | --- |
| Italia     | 9   | 3  | 3  | 0  | 0  | 6  | 3  | 3   |
| Francia    | 4   | 3  | 1  | 1  | 1  | 3  | 3  | 0   |
| Eslovenia  | 3   | 3  | 1  | 0  | 2  | 4  | 4  | 0   |
| Chipre (H) | 1   | 3  | 0  | 1  | 3  | 1  | 4  | -3  |

| 27 de octubre de 2010 | Francia       | 1:0 (0:0) | Eslovenia | Estadio Municipal, Geroskipou, Chipre |                               |
| 14:00 (EEST)          | - Yaisien 60' | Reporte   |           | Árbitro(s): Pavle Radovanović         | Árbitro(s): Pavle Radovanović |

| 27 de octubre de 2010 | Italia      | 1:0 (1:0) | Chipre | Estadio Municipal, Peyia, Chipre |                       |
| 14:00 (EEST)          | - Maggio 6' | Reporte   |        | Árbitro(s): Huw Jones            | Árbitro(s): Huw Jones |

| 29 de octubre de 2010 | Francia       | 1:1 (1:0) | Chipre          | Estadio Municipal, Peyia, Chipre |                               |
| 14:00 (EEST)          | - Yaisien 16' | Reporte   | - 80+2' Andreou | Árbitro(s): Pavle Radovanović    | Árbitro(s): Pavle Radovanović |

| 29 de octubre de 2010 | Eslovenia              | 2:3 (2:2) | Italia                                             | Estadio Municipal, Geroskipou, Chipre |                             |
| 14:00 (EEST)          | - Pihler 19' - Čeh 40' | Reporte   | - 24' Rugani - 40+1' Monachello - 69' Abbracciante | Árbitro(s): Georgi Yordanov           | Árbitro(s): Georgi Yordanov |

| 1 de noviembre de 2010 | Italia                          | 2:1 (1:0) | Francia       | Estadio Municipal, Geroskipou, Chipre |                       |
| 14:00 (EEST)           | - Abbracciante 14' - Maggio 78' | Reporte   | - 65' Yaisien | Árbitro(s): Huw Jones                 | Árbitro(s): Huw Jones |

| 1 de noviembre de 2010 | Chipre | 0:2 (0:2) | Eslovenia                         | Estadio Municipal, Peyia, Chipre |                             |
| 14:00 (EEST)           |        | Reporte   | - 17' Golob - 32' (a.g.) Kyriakou | Árbitro(s): Georgi Yordanov      | Árbitro(s): Georgi Yordanov |

#### Grupo 10
Sede:  Hungría.
| Equipo      | Pts | PJ | PG | PE | PP | GF | GC | Dif |
| ----------- | --- | -- | -- | -- | -- | -- | -- | --- |
| Eslovaquia  | 7   | 3  | 2  | 1  | 0  | 9  | 1  | 8   |
| Hungría (H) | 7   | 3  | 2  | 1  | 1  | 8  | 1  | 7   |
| Islas Feroe | 1   | 3  | 0  | 1  | 2  | 0  | 5  | -5  |
| Andorra     | 1   | 3  | 0  | 1  | 2  | 0  | 10 | -10 |

| 20 de septiembre de 2010 | Eslovaquia                           | 3:0 (2:0) | Islas Feroe | Estadio de Bük, Bük, Hungría |                           |
| 16:30 (CEST)             | - Rusnák 18' - Faško 23' - Pisár 71' | Reporte   |             | Árbitro(s): Angel Angelov    | Árbitro(s): Angel Angelov |

| 20 de septiembre de 2010 | Hungría                                                         | 5:0 (1:0) | Andorra | Rohonci út, Szombathely, Hungría |                          |
| 16:30 (CEST)             | - Szécsi 35' - Barcsay 59' (72) - Kleinheisler 68' - Sipőcz 79' | Reporte   |         | Árbitro(s): Petteri Kari         | Árbitro(s): Petteri Kari |

| 22 de septiembre de 2010 | Eslovaquia                                              | 5:0 (3:0) | Andorra | Rohonci út, Szombathely, Hungría |                           |
| 16:30 (CEST)             | - Šmehyl 16' (pen.), 39', 52' - Revák 22' - Brigant 80' | Reporte   |         | Árbitro(s): Angel Angelov        | Árbitro(s): Angel Angelov |

| 22 de septiembre de 2010 | Islas Feroe | 0:2 (0:0) | Hungría                    | Estadio de Bük, Bük, Hungría    |                                 |
| 16:30 (CEST)             |             | Reporte   | - 53' Barcsay - 69' Pintér | Árbitro(s): Levan Kvaratskhelia | Árbitro(s): Levan Kvaratskhelia |

| 25 de septiembre de 2010 | Hungría      | 1:1 (0:0) | Eslovaquia  | Rohonci út, Szombathely, Hungría |                          |
| 12:30 (CEST)             | - Huller 50' | Reporte   | - 64' Pisár | Árbitro(s): Petteri Kari         | Árbitro(s): Petteri Kari |

| 25 de septiembre de 2010 | Andorra | 0:0     | Islas Feroe | Estadio de Bük, Bük, Hungría    |                                 |
| 12:30 (CEST)             |         | Reporte |             | Árbitro(s): Levan Kvaratskhelia | Árbitro(s): Levan Kvaratskhelia |

#### Grupo 11
Sede:  San Marino.
| Equipo         | Pts | PJ | PG | PE | PP | GF | GC | Dif |
| -------------- | --- | -- | -- | -- | -- | -- | -- | --- |
| Países Bajos   | 7   | 3  | 2  | 1  | 0  | 8  | 1  | 7   |
| Ucrania        | 5   | 3  | 1  | 2  | 0  | 2  | 1  | 1   |
| Letonia        | 4   | 3  | 1  | 1  | 1  | 2  | 1  | -1  |
| San Marino (H) | 0   | 3  | 0  | 0  | 3  | 0  | 9  | -9  |

| 21 de octubre de 2010 | Ucrania        | 1:0 (0:0) | San Marino | Stadio Fonte dell'Ovo, Ciudad de San Marino, San Marino     |                                                             |
| 17:00 (CEST)          | - Khlyobas 48' | Reporte   |            | Asistencia: 300 espectadores Árbitro(s): Jovan Kaludjerovic | Asistencia: 300 espectadores Árbitro(s): Jovan Kaludjerovic |

| 21 de octubre de 2010 | Países Bajos | 1:0 (1:0) | Letonia | Estadio Olímpico, Serravalle, San Marino                |                                                         |
| 20:30 (CEST)          | - Depay 21'  | Reporte   |         | Asistencia: 50 espectadores Árbitro(s): Marios Stamatis | Asistencia: 50 espectadores Árbitro(s): Marios Stamatis |

| 23 de octubre de 2010 | Ucrania | 0:0     | Letonia | Estadio Olímpico, Serravalle, San Marino              |                                                       |
| 17:00 (CEST)          |         | Reporte |         | Asistencia: 15 espectadores Árbitro(s): Mihaly Fabian | Asistencia: 15 espectadores Árbitro(s): Mihaly Fabian |

| 23 de octubre de 2010 | San Marino | 0:6 (0:5) | Países Bajos                                                  | Estadio Olímpico, Serravalle, San Marino                    |                                                             |
| 20:30 (CEST)          |            | Reporte   | - 2', 40' Achahbar - 18', 27', 34' (pen.) Depay - 47' Horsten | Asistencia: 200 espectadores Árbitro(s): Jovan Kaludjerovic | Asistencia: 200 espectadores Árbitro(s): Jovan Kaludjerovic |

| 26 de octubre de 2010 | Países Bajos          | 1:1 (1:0) | Ucrania         | Estadio Olímpico, Serravalle, San Marino              |                                                       |
| 20:30 (CEST)          | - Yurchenko 6' (a.g.) | Reporte   | - 48' Yurchenko | Asistencia: 50 espectadores Árbitro(s): Mihaly Fabian | Asistencia: 50 espectadores Árbitro(s): Mihaly Fabian |

| 26 de octubre de 2010 | Letonia                              | 2:0 (2:0) | San Marino | Stadio Fonte dell'Ovo, Ciudad de San Marino, San Marino  |                                                          |
| 20:30 (CEST)          | - Ikaunieks 27' (pen.) - Punculs 35' | Reporte   |            | Asistencia: 100 espectadores Árbitro(s): Marios Stamatis | Asistencia: 100 espectadores Árbitro(s): Marios Stamatis |

#### Grupo 12
Sede:  Luxemburgo.
| Equipo              | Pts | PJ | PG | PE | PP | GF | GC | Dif |
| ------------------- | --- | -- | -- | -- | -- | -- | -- | --- |
| Suiza               | 7   | 3  | 2  | 1  | 0  | 4  | 1  | 3   |
| Escocia             | 7   | 3  | 2  | 1  | 1  | 3  | 1  | 2   |
| Luxemburgo (H)      | 3   | 3  | 1  | 0  | 2  | 4  | 3  | 1   |
| Macedonia del Norte | 0   | 3  | 0  | 0  | 3  | 1  | 7  | -6  |

| 17 de septiembre de 2010 | Escocia        | 1:0 (0:0) | Macedonia del Norte | Stade Henri-Dunant, Beggen, Luxemburgo |                           |
| 17:00 (CEST)             | - Chalmers 79' | Reporte   |                     | Árbitro(s): Petur Reinert              | Árbitro(s): Petur Reinert |

| 17 de septiembre de 2010 | Suiza            | 1:0 (1:0) | Luxemburgo | Stade Junglinster, Junglinster, Luxemburgo |                       |
| 19:00 (CEST)             | - Marinković 17' | Reporte   |            | Árbitro(s): Paweł Gil                      | Árbitro(s): Paweł Gil |

| 19 de septiembre de 2010 | Suiza                                     | 3:1 (0:0) | Macedonia del Norte | Stade Municipal, Bettembourg, Luxemburgo |                           |
| 17:00 (CEST)             | - Constantin 45' - Adili 49' - Ndongo 56' | Reporte   | - 60' Angelov       | Árbitro(s): Petur Reinert                | Árbitro(s): Petur Reinert |

| 19 de septiembre de 2010 | Luxemburgo     | 1:2 (0:0) | Escocia                   | Stade Henri-Dunant, Beggen, Luxemburgo |                              |
| 19:00 (CEST)             | - Philipps 75' | Reporte   | - 62' Fraser - 80' Herron | Árbitro(s): Valery Vyalichka           | Árbitro(s): Valery Vyalichka |

| 22 de septiembre de 2010 | Escocia | 0:0     | Suiza | Stade Junglinster, Junglinster, Luxemburgo |                       |
| 17:00 (CEST)             |         | Reporte |       | Árbitro(s): Paweł Gil                      | Árbitro(s): Paweł Gil |

| 22 de septiembre de 2010 | Macedonia del Norte | 0:3 (0:1) | Luxemburgo                              | Stade Municipal, Bettembourg, Luxemburgo |                              |
| 19:00 (CEST)             |                     | Reporte   | - 28' Lima - 52' Schneider - 67' Kipulu | Árbitro(s): Valery Vyalichka             | Árbitro(s): Valery Vyalichka |

#### Grupo 13
Sede:  España.
| Equipo     | Pts | PJ | PG | PE | PP | GF | GC | Dif |
| ---------- | --- | -- | -- | -- | -- | -- | -- | --- |
| España (H) | 9   | 3  | 3  | 0  | 0  | 9  | 2  | 7   |
| Rusia      | 4   | 3  | 1  | 1  | 0  | 7  | 4  | 3   |
| Finlandia  | 4   | 3  | 1  | 1  | 0  | 3  | 4  | -1  |
| Moldavia   | 0   | 3  | 0  | 0  | 3  | 2  | 11 | -9  |

| 16 de octubre de 2010 | Rusia          | 1:1 (1:0) | Finlandia      | Estadio Guillermo Amor, Benidorm, España |                            |
| 16:00 (CEST)          | - Serderov 28' | Reporte   | - 68' Rannikko | Árbitro(s): Clayton Pisani               | Árbitro(s): Clayton Pisani |

| 16 de octubre de 2010 | España                                                      | 4:1 (1:1) | Moldavia    | Estadio Guillermo Amor, Benidorm, España   |                                            |
| 18:00 (CEST)          | - Suárez 17' - Quesada 54' - Rodríguez 67' - de Tomás 80+2' | Reporte   | - 11' Ciofu | Árbitro(s): Ante Vučemilović-Šimunović Jr. | Árbitro(s): Ante Vučemilović-Šimunović Jr. |

| 18 de octubre de 2010 | Rusia                                                    | 5:1 (3:0) | Moldavia      | Estadio Guillermo Amor, Benidorm, España |                            |
| 12:00 (CEST)          | - Serderov 1', 18', 61' - Kirisov 25' - Ambartsumyan 59' | Reporte   | - 53' Spătaru | Árbitro(s): Clayton Pisani               | Árbitro(s): Clayton Pisani |

| 18 de octubre de 2010 | Finlandia | 0:3 (0:3) | España                           | Estadio Guillermo Amor, Benidorm, España |                                   |
| 18:00 (CEST)          |           | Reporte   | - 8', 20' Hernández - 39' Pastor | Árbitro(s): Anatoliy Vishnichenko        | Árbitro(s): Anatoliy Vishnichenko |

| 21 de octubre de 2010 | España                     | 2:1 (2:1) | Rusia          | Estadio Guillermo Amor, Benidorm, España   |                                            |
| 18:00 (CEST)          | - Ñíguez 23' - Quesada 33' | Reporte   | - 30' Serderov | Árbitro(s): Ante Vučemilović-Šimunović Jr. | Árbitro(s): Ante Vučemilović-Šimunović Jr. |

| 21 de octubre de 2010 | Moldavia | 0:2 (0:0) | Finlandia                  | Ciudad Deportiva Camilo Cano, La Nucía, España |                                   |
| 18:00 (CEST)          |          | Reporte   | - 44' Hietikko - 66' Ojala | Árbitro(s): Anatoliy Vishnichenko              | Árbitro(s): Anatoliy Vishnichenko |

#### Ranking de los terceros puestos
Los dos mejores terceros lugares de los 13 grupos clasificaron a la siguiente ronda junto a los 2 mejores de cada grupo. (Se contabilizan los resultados obtenidos en contra de los ganadores y los segundos clasificados de cada grupo).
| Pos. | Grupo | Equipo               | PJ | PG | PE | PP | GF | GC | DG  | Pts |
| ---- | ----- | -------------------- | -- | -- | -- | -- | -- | -- | --- | --- |
| 1    | 7     | República Checa      | 2  | 1  | 0  | 1  | 5  | 8  | -3  | 3   |
| 2    | 11    | Letonia              | 2  | 0  | 1  | 1  | 0  | 1  | -1  | 1   |
| 3    | 1     | Israel               | 2  | 0  | 1  | 1  | 3  | 6  | -3  | 1   |
| 4    | 13    | Finlandia            | 2  | 0  | 1  | 1  | 1  | 4  | -3  | 1   |
| 5    | 5     | Montenegro           | 2  | 0  | 1  | 1  | 0  | 3  | -3  | 1   |
| 6    | 9     | Eslovenia            | 2  | 0  | 0  | 2  | 2  | 4  | -2  | 0   |
| 7    | 3     | Polonia              | 2  | 0  | 0  | 2  | 1  | 3  | -2  | 0   |
| 8    | 12    | Luxemburgo           | 2  | 0  | 0  | 2  | 1  | 3  | -2  | 0   |
| 9    | 4     | Albania              | 2  | 0  | 0  | 2  | 0  | 4  | -4  | 0   |
| 10   | 6     | Kazajistán           | 2  | 0  | 0  | 2  | 2  | 7  | -5  | 0   |
| 11   | 10    | Islas Feroe          | 2  | 0  | 0  | 2  | 0  | 5  | -5  | 0   |
| 12   | 2     | Bosnia y Herzegovina | 2  | 0  | 0  | 2  | 1  | 9  | -8  | 0   |
| 13   | 8     | Lituania             | 2  | 0  | 0  | 2  | 2  | 12 | -10 | 0   |

### Ronda Elite
Los 28 equipos que pasaron de la ronda anterior se dividirán en 7 grupos de 4 equipos cada uno, los ganadores de cada grupo acompañaran a Serbia a la ronda final de la competencia.

#### Grupo 1
Sede:  Italia.
| Equipo          | Pts | PJ | PG | PE | PP | GF | GC | Dif |
| --------------- | --- | -- | -- | -- | -- | -- | -- | --- |
| República Checa | 7   | 3  | 2  | 1  | 0  | 4  | 2  | +2  |
| Escocia         | 5   | 3  | 1  | 2  | 0  | 3  | 1  | +2  |
| Italia (H)      | 2   | 3  | 0  | 2  | 1  | 2  | 3  | -1  |
| Eslovaquia      | 1   | 3  | 0  | 1  | 2  | 1  | 4  | -3  |

| 9 de marzo de 2011 | Italia | 0:0     | Escocia | Stadio Giuseppe Capozza, Casarano, Italia |                         |
| 15:00 (CEST)       |        | Reporte |         | Árbitro(s): Liran Liany                   | Árbitro(s): Liran Liany |

| 9 de marzo de 2011 | Eslovaquia | 0:1 (0:0) | República Checa | Stadio Giovanni Paolo II, Nardò, Italia |                         |
| 15:00 (CEST)       |            | Reporte   | - 80' Fojtášek  | Árbitro(s): João Capela                 | Árbitro(s): João Capela |

| 11 de marzo de 2011 | Italia     | 1:2 (1:0) | República Checa           | Stadio Giovanni Paolo II, Nardò, Italia |                         |
| 15:00 (CEST)        | - Verre 4' | Reporte   | - 60' Mašek - 64' Lüftner | Árbitro(s): João Capela                 | Árbitro(s): João Capela |

| 11 de marzo de 2011 | Escocia            | 2:0 (0:0) | Eslovaquia | Stadio Giuseppe Capozza, Casarano, Italia |                           |
| 15:00 (CEST)        | - Kennedy 49', 62' | Reporte   |            | Árbitro(s): Ognjen Valjić                 | Árbitro(s): Ognjen Valjić |

| 14 de marzo de 2011 | Eslovaquia   | 1:1 (0:0) | Italia      | Estadio Via del Mare, Lecce, Italia |                         |
| 15:00 (CEST)        | - Rusnák 43' |           | - 60' Tassi | Árbitro(s): Liran Liany             | Árbitro(s): Liran Liany |

| 14 de marzo de 2011 | República Checa | 1:1 (0:1) | Escocia      | Stadio Giuseppe Capozza, Casarano, Italia |                           |
| 15:00 (CEST)        | - Stratil 62'   | Reporte   | - 13' Herron | Árbitro(s): Ognjen Valjić                 | Árbitro(s): Ognjen Valjić |

#### Grupo 2
Sede:  Países Bajos.
| Equipo           | Pts | PJ | PG | PE | PP | GF | GC | Dif |
| ---------------- | --- | -- | -- | -- | -- | -- | -- | --- |
| Países Bajos (H) | 7   | 3  | 2  | 1  | 0  | 3  | 1  | +2  |
| Croacia          | 5   | 3  | 1  | 2  | 0  | 2  | 0  | +2  |
| Austria          | 3   | 3  | 1  | 0  | 2  | 3  | 4  | -1  |
| Portugal         | 1   | 3  | 0  | 1  | 2  | 0  | 3  | -3  |

| 24 de marzo de 2011 | Portugal | 0:0     | Croacia | Sportcomplex Varkenoord, Róterdam, Países Bajos |                           |
| 17:00 (CEST)        |          | Reporte |         | Árbitro(s): Aleksei Eskov                       | Árbitro(s): Aleksei Eskov |

| 24 de marzo de 2011 | Países Bajos        | 2:1 (0:0) | Austria          | Sportpark De Bongerd, Barendrecht, Países Bajos |                           |
| 19:00 (CEST)        | - Achahbar 67', 69' | Reporte   | - 71' Derflinger | Árbitro(s): Nikolaj Hänni                       | Árbitro(s): Nikolaj Hänni |

| 26 de marzo de 2011 | Portugal | 0:2 (0:0) | Austria                                | Sportpark Smitshoek, Barendrecht, Países Bajos |                                |
| 14:00 (CEST)        |          | Reporte   | - 52' Gregoritsch - 59' (pen.) Gartner | Árbitro(s): Ioannis Anastasiou                 | Árbitro(s): Ioannis Anastasiou |

| 26 de marzo de 2011 | Croacia | 0:0     | Países Bajos | Sportcomplex Varkenoord, Róterdam, Países Bajos |                          |
| 16:00 (CEST)        |         | Reporte |              | Árbitro(s): Alexey Eskov                        | Árbitro(s): Alexey Eskov |

| 29 de marzo de 2011 | Países Bajos  | 1:0 (1:0) | Portugal | Sportcomplex Varkenoord, Róterdam, Países Bajos |                           |
| 19:00 (CEST)        | - Boëtius 37' | Reporte   |          | Árbitro(s): Nikolaj Hänni                       | Árbitro(s): Nikolaj Hänni |

| 29 de marzo de 2011 | Austria | 0:2 (0:0) | Croacia                      | Sportpark De Bongerd, Barendrecht, Países Bajos |                                |
| 19:00 (CEST)        |         | Reporte   | - 57' Šimunović - 70' Špehar | Árbitro(s): Ioannis Anastasiou                  | Árbitro(s): Ioannis Anastasiou |

#### Grupo 3
Sede:  Grecia.
| Equipo     | Pts | PJ | PG | PE | PP | GF | GC | Dif |
| ---------- | --- | -- | -- | -- | -- | -- | -- | --- |
| Dinamarca  | 7   | 3  | 2  | 1  | 0  | 4  | 2  | +2  |
| Irlanda    | 5   | 3  | 1  | 2  | 0  | 7  | 4  | +3  |
| Grecia (H) | 4   | 3  | 1  | 1  | 1  | 3  | 2  | +1  |
| Letonia    | 0   | 3  | 0  | 0  | 3  | 1  | 7  | -6  |

| 23 de marzo de 2011 | Grecia                                   | 2:0 (1:0) | Letonia | Estadio Municipal, Komotiní, Grecia                      |                                                          |
| 11:00 (EET)         | - Anastasopoulos 2' - Demirtzoglou 80+3' | Reporte   |         | Asistencia: 1 500 espectadores Árbitro(s): Ivan Kružliak | Asistencia: 1 500 espectadores Árbitro(s): Ivan Kružliak |

| 23 de marzo de 2011 | Dinamarca                         | 2:2 (1:1) | Irlanda                      | Estadio Municipal, Alejandrópolis, Grecia                |                                                          |
| 14:00 (EET)         | - Fischer 39' (pen.) - Zohore 77' | Reporte   | - 28' Roberts - 80+1' George | Asistencia: 50 espectadores Árbitro(s): Christof Dierick | Asistencia: 50 espectadores Árbitro(s): Christof Dierick |

| 25 de marzo de 2011 | Irlanda      | 1:1 (0:1) | Grecia           | Estadio Municipal, Alejandrópolis, Grecia                |                                                          |
| 12:00 (EET)         | - George 77' | Reporte   | - 4' Gianitsanis | Asistencia: 250 espectadores Árbitro(s): Oleksandr Derdo | Asistencia: 250 espectadores Árbitro(s): Oleksandr Derdo |

| 25 de marzo de 2011 | Dinamarca   | 1:0 (0:0) | Letonia | Estadio Municipal, Komotiní, Grecia                    |                                                        |
| 14:00 (EET)         | - Holst 76' | Reporte   |         | Asistencia: 300 espectadores Árbitro(s): Ivan Kružliak | Asistencia: 300 espectadores Árbitro(s): Ivan Kružliak |

| 28 de marzo de 2011 | Grecia | 0:1 (0:0) | Dinamarca       | Estadio Municipal, Komotiní, Grecia                         |                                                             |
| 11:00 (EET)         |        | Reporte   | - 80+1' Poulsen | Asistencia: 1 200 espectadores Árbitro(s): Christof Dierick | Asistencia: 1 200 espectadores Árbitro(s): Christof Dierick |

| 28 de marzo de 2011 | Letonia       | 1:4 (1:1) | Irlanda                               | Estadio Municipal, Alejandrópolis, Grecia               |                                                         |
| 11:00 (EET)         | - Punculs 19' | Reporte   | - 10', 55' George - 69', 75' Garmston | Asistencia: 50 espectadores Árbitro(s): Oleksandr Derdo | Asistencia: 50 espectadores Árbitro(s): Oleksandr Derdo |

#### Grupo 4
Sede:  Alemania.
| Equipo       | Pts | PJ | PG | PE | PP | GF | GC | Dif |
| ------------ | --- | -- | -- | -- | -- | -- | -- | --- |
| Alemania (H) | 9   | 3  | 3  | 0  | 0  | 6  | 0  | +6  |
| Turquía      | 4   | 3  | 1  | 1  | 1  | 2  | 3  | -1  |
| Suiza        | 3   | 3  | 1  | 0  | 2  | 2  | 4  | -2  |
| Ucrania      | 1   | 3  | 0  | 1  | 2  | 2  | 5  | -3  |

| 24 de marzo de 2011 | Alemania                  | 2:0 (1:0) | Turquía | Grotenburg-Stadion, Krefeld, Alemania |                           |
| 11:00 (CET)         | - Yesil 11' - Ayçiçek 58' | Reporte   |         | Árbitro(s): Kristo Tohver             | Árbitro(s): Kristo Tohver |

| 24 de marzo de 2011 | Suiza        | 1:0 (0:0) | Ucrania | Stadion Ratingen, Ratingen, Alemania |                             |
| 15:00 (CET)         | - Tsimba 42' | Reporte   |         | Árbitro(s): Padraigh Sutton          | Árbitro(s): Padraigh Sutton |

| 26 de marzo de 2011 | Turquía                 | 2:1 (1:1) | Suiza        | Am Eisenbrand, Meerbusch, Alemania |                              |
| 11:00 (CET)         | - Arı 27' - Şentürk 69' | Reporte   | - 20' Tsimba | Árbitro(s): Dag Vidar Hafsås       | Árbitro(s): Dag Vidar Hafsås |

| 26 de marzo de 2011 | Alemania                 | 2:0 (2:0) | Ucrania | Lena-Arena, Düsseldorf, Alemania |                             |
| 15:00 (CET)         | - Perrey 10' - Yesil 31' | Reporte   |         | Árbitro(s): Padraigh Sutton      | Árbitro(s): Padraigh Sutton |

| 29 de marzo de 2011 | Suiza | 0:2 (0:0) | Alemania                 | Paul-Janes-Stadion, Düsseldorf, Alemania |                              |
| 11:00 (CET)         |       | Reporte   | - 62' Yesil - 67' Röcker | Árbitro(s): Dag Vidar Hafsås             | Árbitro(s): Dag Vidar Hafsås |

| 29 de marzo de 2011 | Ucrania                           | 2:2 (1:0) | Turquía                    | Stadion Ratingen, Ratingen, Alemania |                           |
| 11:00 (CET)         | - Bliznichenko 36' - Khlyobas 69' | Reporte   | - 68' Şimşek - 80+1' Niyaz | Árbitro(s): Kristo Tohver            | Árbitro(s): Kristo Tohver |

#### Grupo 5
Sede:  Bélgica.
| Equipo            | Pts | PJ | PG | PE | PP | GF | GC | Dif |
| ----------------- | --- | -- | -- | -- | -- | -- | -- | --- |
| Inglaterra        | 9   | 3  | 3  | 0  | 0  | 7  | 3  | +4  |
| España            | 6   | 3  | 2  | 0  | 1  | 9  | 5  | +4  |
| Irlanda del Norte | 3   | 3  | 1  | 0  | 2  | 2  | 5  | -3  |
| Bélgica (H)       | 0   | 3  | 0  | 0  | 3  | 3  | 8  | -5  |

| 26 de marzo de 2011 | Inglaterra                                     | 3:2 (1:1) | Irlanda del Norte          | Stadion De Leunen, Geel, Bélgica |                                  |
| 15:00 (CET)         | - Turgott 40+1' - Hope 42' (pen.) - Powell 49' | Reporte   | - 35', 65' (pen.) McCartan | Árbitro(s): Martin Strömbergsson | Árbitro(s): Martin Strömbergsson |

| 26 de marzo de 2011 | España                                  | 3:1 (0:0) | Bélgica        | Georges Claesstadion, Mol, Bélgica |                         |
| 18:00 (CET)         | - Gómez 72' - Deulofeu 77' - Vico 80+5' | Reporte   | - 47' Carvalho | Árbitro(s): Kenn Hansen            | Árbitro(s): Kenn Hansen |

| 28 de marzo de 2011 | España                                                          | 5:1 (3:0) | Irlanda del Norte | Staf Janssensstadion, Tielen, Bélgica |                               |
| 17:00 (CET)         | - Deulofeu 19' - Suárez 31' - Hernández 38', 68' - Calvet 80+4' | Reporte   | - 59' Morgan      | Árbitro(s): Yuriy Mozharovsky         | Árbitro(s): Yuriy Mozharovsky |

| 28 de marzo de 2011 | Bélgica      | 1:2 (0:1) | Inglaterra                 | Stadion De Leunen, Geel, Bélgica |                         |
| 19:30 (CET)         | - Cabumi 37' | Reporte   | - 40' Powell - 66' Turgott | Árbitro(s): Kenn Hansen          | Árbitro(s): Kenn Hansen |

| 31 de marzo de 2011 | Inglaterra                  | 2:1 (0:0) | España          | Georges Claesstadion, Mol, Bélgica |                                  |
| 19:00 (CET)         | - Redmond 55' - Jackson 62' | Reporte   | - 80+4' Iñiguez | Árbitro(s): Martin Strömbergsson   | Árbitro(s): Martin Strömbergsson |

| 31 de marzo de 2011 | Irlanda del Norte          | 2:1 (0:0) | Bélgica     | Staf Janssensstadion, Tielen, Bélgica |                               |
| 19:00 (CET)         | - McAloon 41' - Morgan 49' | Reporte   | - 61' Praet | Árbitro(s): Yuriy Mozharovsky         | Árbitro(s): Yuriy Mozharovsky |

#### Grupo 6
Sede:  Francia.
| Equipo      | Pts | PJ | PG | PE | PP | GF | GC | Dif |
| ----------- | --- | -- | -- | -- | -- | -- | -- | --- |
| Francia (H) | 7   | 3  | 2  | 1  | 0  | 13 | 2  | +11 |
| Noruega     | 7   | 3  | 2  | 1  | 0  | 12 | 3  | +9  |
| Bielorrusia | 3   | 3  | 1  | 0  | 2  | 2  | 14 | -12 |
| Georgia     | 0   | 3  | 0  | 0  | 3  | 0  | 8  | -8  |

| 25 de marzo de 2011 | Noruega                                                  | 5:1 (3:1) | Bielorrusia     | Parc du Val de Chézine, Saint-Herblain, Francia |                              |
| 15:00 (CET)         | - Omoijuanfo 29' - Rønning 36', 40+1', 56' - Berisha 47' | Reporte   | - 22' Savitskiy | Árbitro(s): Szymon Marciniak                    | Árbitro(s): Szymon Marciniak |

| 25 de marzo de 2011 | Georgia | 0:2 (0:1) | Francia                    | Estadio de la Beaujoire, Nantes, Francia |                                     |
| 19:00 (CET)         |         | Reporte   | - 31' Haller - 50' Yaisien | Árbitro(s): Anastasios Sidiropoulos      | Árbitro(s): Anastasios Sidiropoulos |

| 27 de marzo de 2011 | Bielorrusia     | 1:0 (1:0) | Georgia | Estadio Municipal, Vigneux-de-Bretagne, Francia |                                     |
| 15:00 (CET)         | - Savitskiy 23' | Reporte   |         | Árbitro(s): Anastasios Sidiropoulos             | Árbitro(s): Anastasios Sidiropoulos |

| 27 de marzo de 2011 | Noruega                    | 2:2 (1:2) | Francia                    | Stade Marcel-Saupin, Nantes, Francia |                            |
| 18:00 (CET)         | - Omoijuanfo 9' - Furu 61' | Reporte   | - 13' Haller - 30' Laborde | Árbitro(s): Danny Makkelie           | Árbitro(s): Danny Makkelie |

| 30 de marzo de 2011 | Georgia | 0:5 (0:2) | Noruega                                     | Stade Marcel-Saupin, Nantes, Francia |                            |
| 17:00 (CET)         |         | Reporte   | - 27', 38' Rønning - 72', 79', 80+1' Ahmadi | Árbitro(s): Danny Makkelie           | Árbitro(s): Danny Makkelie |

| 30 de marzo de 2011 | Francia                                                                                 | 9:0 (6:0) | Bielorrusia | Estadio de Moulin, Carquefou, Francia |                              |
| 17:00 (CET)         | - Yaisien 14', 35', 39', 68' - Nangis 21', 24', 71' - Laporte 27' - Haller 80+1' (pen.) | Reporte   |             | Árbitro(s): Szymon Marciniak          | Árbitro(s): Szymon Marciniak |

#### Grupo 7
Sede:  Hungría.
| Equipo      | Pts | PJ | PG | PE | PP | GF | GC | Dif |
| ----------- | --- | -- | -- | -- | -- | -- | -- | --- |
| Rumania     | 7   | 3  | 2  | 1  | 0  | 4  | 2  | +2  |
| Rusia       | 6   | 3  | 2  | 0  | 1  | 5  | 3  | +2  |
| Hungría (H) | 3   | 3  | 1  | 0  | 2  | 4  | 4  | 0   |
| Islandia    | 1   | 3  | 0  | 1  | 2  | 0  | 4  | -4  |

| 24 de marzo de 2011 | Rumania | 0:0     | Islandia | Estadio de Bük, Bük, Hungría |                          |
| 15:00 (CET)         |         | Reporte |          | Árbitro(s): Sven Bindels     | Árbitro(s): Sven Bindels |

| 24 de marzo de 2011 | Hungría     | 1:2 (1:0) | Rusia                        | Rohonci út, Szombathely, Hungría |                         |
| 17:00 (CET)         | - Szécsi 7' | Reporte   | - 60' Fedchuk - 63' Khomukha | Árbitro(s): Enea Jorgji          | Árbitro(s): Enea Jorgji |

| 26 de marzo de 2011 | Rumania                            | 2:1 (0:1) | Rusia          | Rohonci út, Szombathely, Hungría |                           |
| 15:00 (CET)         | - Buia 57' (pen.) - Himcinschi 72' | Reporte   | - 23' Serderov | Árbitro(s): Arnold Hunter        | Árbitro(s): Arnold Hunter |

| 26 de marzo de 2011 | Islandia | 0:2 (0:1) | Hungría                       | Estadio de Bük, Bük, Hungría |                          |
| 15:00 (CET)         |          | Reporte   | - 40+2' Novothny - 42' Szécsi | Árbitro(s): Sven Bindels     | Árbitro(s): Sven Bindels |

| 29 de marzo de 2011 | Hungría      | 1:2 (0:2) | Rumania               | Rohonci út, Szombathely, Hungría |                           |
| 17:00 (CET)         | - Szécsi 74' |           | - 2' Filip - 34' Roșu | Árbitro(s): Arnold Hunter        | Árbitro(s): Arnold Hunter |

| 29 de marzo de 2011 | Rusia                        | 2:0 (2:0) | Islandia | Estadio de Bük, Bük, Hungría |                         |
| 17:00 (CET)         | - Serderov 10' - Fedchuk 21' | Reporte   |          | Árbitro(s): Enea Jorgji      | Árbitro(s): Enea Jorgji |

## Equipos clasificados para laRonda final
| Alemania | Dinamarca | Francia | Inglaterra | Países Bajos | República Checa | Rumania | Serbia |
| -------- | --------- | ------- | ---------- | ------------ | --------------- | ------- | ------ |